# آدم ستيفن
آدم ستيفن (بالإنجليزية: Adam Stephen) هو ضابط أمريكي، ولد في 1718 في Rhynie, Aberdeenshire ‏ في المملكة المتحدة، وتوفي في 16 يوليو 1791.